# Drakes Branch
Drakes Branch és una població dels Estats Units a l'estat de Virgínia. Segons el cens del 2000 tenia 504 habitants.

## Demografia
Segons el cens del 2000, Drakes Branch tenia 504 habitants, 231 habitatges, i 134 famílies. La densitat de població era de 47 habitants per km².
Dels 231 habitatges en un 21,6% hi vivien nens de menys de 18 anys, en un 39% hi vivien parelles casades, en un 14,3% dones solteres, i en un 41,6% no eren unitats familiars. En el 35,5% dels habitatges hi vivien persones soles el 14,7% de les quals corresponia a persones de 65 anys o més que vivien soles. El nombre mitjà de persones vivint en cada habitatge era de 2,18 i el nombre mitjà de persones que vivien en cada família era de 2,81.
Per edats la població es repartia de la següent manera: un 20,4% tenia menys de 18 anys, un 6,5% entre 18 i 24, un 24,4% entre 25 i 44, un 28,4% de 45 a 60 i un 20,2% 65 anys o més.
L'edat mediana era de 44 anys. Per cada 100 dones de 18 o més anys hi havia 91 homes.
La renda mediana per habitatge era de 25.583 $ i la renda mediana per família de 35.000 $. Els homes tenien una renda mediana de 25.469 $ mentre que les dones 17.500 $. La renda per capita de la població era de 15.701 $. Entorn del 8,2% de les famílies i el 16,8% de la població estaven per davall del llindar de pobresa.

## Poblacions més properes
El següent diagrama mostra les poblacions més properes.